# Reino de Croacia
El Reino de Croacia (en croata: Kraljevina Hrvatska, en latín: Regnum Croatiae), también conocido como reino de los croatas (en croata: Kraljevstvo Hrvata; en latín: Regnum Croatorum), fue un reino medieval que comprendía la mayor parte de lo que hoy es Croacia (sin Istria occidental y algunas ciudades costeras dálmatas) así como, periódicamente, partes de Bosnia y Herzegovina en los Balcanes. Fue fundado en 925 por Tomislav, el primer gobernante croata a quien la cancillería papal honró con el título de «rey». Gobernado durante parte de su existencia por dinastías étnicas, existió como un estado soberano durante casi dos siglos, marcados  por varios conflictos y períodos de paz o alianza con los búlgaros, bizantinos y húngaros y competencia con la república de Venecia por el control de la costa oriental del Adriático.
A Tomislav le sucedió su hermano menor Trpimir II (r. 928-935), y, a este, su hijo Krešimir I (r. 935-945), que dividió el reino entre sus dos hijos: Miroslav (r. 945-949) y Miguel Krešimir II (r. 945/949-969). El mayor no permitió gobernar al más joven y se alzó como único gobernante. En 949 el župan Pribina se sublevó y venció al rey, que fue sustituido por su hermano. Aprovechando las luchas internas, Časlav Klonimirović, župan de Rascia (Serbia), invadió los territorios de Travunia, Zachlumia, Neretva y Bosnia, así como los distritos orientales, tal vez invitado por los insurgentes. Con la muerte de Časlav en 960 combatiendo a los húngaros, Krešimir II recuperó algunos territorios con ayuda de Predimir, ban autónomo de Doclea, teniendo bajo su control toda Bosnia y consiguiendo en su reinado la máxima extensión de Croacia.
Su hijo Esteban Držislav (r. 969-997), debido a la presión de los búlgaros sobre el Imperio bizantino, obtuvo de los emperadores Basilio II y Constantino VII el dominio total de Dalmacia y le fue otorgado el título de «rey de Croacia y Dalmacia». El emperador de los búlgaros Samuel vio con desagrado la alianza entre bizantinos y croatas, atacando a estos últimos, venciendo al župan Vladimir y marchando hacia Zadar, donde sitió al rey en la ciudad de Nin. No consiguió tomarla y regresó a Bulgaria a través de Bosnia, permitiendo a Držislav recuperar su reino.
El reinado de sus hijos Svetoslav Mucimir Suronja (r. 997-1000), Krešimir III (r. 997-1030) y Gojislav (r. 997-1020) fue más turbulento debido a que Svetoslav se arrogó todo el poder y los hermanos menores, apoyados por la nobleza croata, comenzaron una guerra civil que acabó con la vida del primogénito. El dux de Venecia, Pietro II Orseolo, aprovechó la ocasión para liberar las ciudades de Dalmacia, eliminando el tributo a los reyes croatas y conquistando para la república gran cantidad de islas adriáticas. El emperador Basilio II, vencedor de los búlgaros, reconoció a los hermanos como reyes de Croacia pero, viendo el peligro que suponía Venecia, tomó para sí el control de la costa dálmata y de grandes zonas de Bosnia.
Esteban I (r. 1030-1058), hijo de Krešimir III, decidió apoyar la revuelta del príncipe serbio (de origen croata), Dobroslav (Stjepan Vojislav), primero sin éxito en el 1036, y más tarde en 1040-1042, esta vez derrotando a los bizantinos y expulsándoles de Serbia. El emperador Miguel IV el Paflagonio se vio obligado a ceder Dalmacia a Stjepan II, pero el dux veneciano Domenico Contarini aprovechó la ocasión para tomar Zara. 
A Esteban I le sucedió el último gran rey croata, Petar Krešimir IV (r. 1058-1074), que restauró poco a poco todo el reino reconquistando Zara a los venecianos y expulsando a los bizantinos de Bosnia y Dalmacia. También tuvo especial cuidado en la difusión del cristianismo entre la población, estableciendo obispados en Biogrado (1060), Vrhbosna (1061) y Trogir (1063). Impulsó la implantación del rito latino en las iglesias frente a los usos bizantino y eslavónico a pesar de la oposición del clero del interior del país. Krešimir IV no tenía hijos y su primo Esteban sufría una grave enfermedad, por lo que decidió nombrar a Demetrio Zvonimir, entonces ban de Eslavonia, su consejero y sucesor otorgándole el título de duque de Croacia.
Krešimir IV murió en la primavera de 1074, y en la Dieta Nacional los nobles consideraron que Zvonimir no era uno de los suyos, por lo que eligieron como rey al duque de Neretva, Slavac (r. 1074-1075), apoyado por el clero eslavónico que estaba en contra de la liturgia latina. Las ciudades del oeste (en general latinas) no estuvieron de acuerdo con la elección y pidieron ayuda al duque normando de Amalfi, Amico, que tomó las ciudades adriáticas desde Zadar hasta Split, haciendo prisionero a Slavac. Mihajlo, ban de Duklja, tampoco apoyó a Slavac y se proclamó independiente en el sur de Croacia. Venecia, que veía en peligro sus redes comerciales por la competencia normanda, entró en la liza. El nuevo papa, Gregorio VII, decidió intervenir en las disputas dinásticas enviando un legado, Gerhard, arzobispo de Sipanto, que en la Dieta de Salona consiguió que se aceptara como rey a Zvonimir (r. 1074-1089), coronándolo en 1076 como rey de los croatas y los dálmatas. Zvonimir recuperó las islas del Adriático y formó una gran flota para defenderlas; según algunos cronistas, su reinado fue la edad de oro del reino croata.
Tras la muerte de Zvonimir subió al trono a una edad avanzada Esteban II (r. 1089-1091), que murió pacíficamente a principios de 1091, sin dejar heredero. Dado que no había ningún miembro masculino vivo de la Casa de Trpimirović, poco después estallaron la guerra civil y los disturbios en el país. Zvonimir había estado casado desde 1063 con la princesa Helena de Hungría (r. 1088-1091), hija del rey Bela I, que gobernaba en Eslavonia. El partido prohúngaro era mayoritario en el norte, principalmente en Eslavonia, y eligió como sucesor al hermano de Helena, Ladislao I de Hungría (r. 1091-1092). En 1091, Ladislao cruzó el río Drava y conquistó toda la provincia de Eslavonia sin encontrar oposición.  En ese momento, el reino de Hungría fue atacado por los cumanos y Ladislao se vio obligado a retirarse nombrando a su sobrino el Príncipe Álmos (r. 1091-1093), para administrar el área controlada de Croacia, la zona entre el Sava y el Drava.
Aprovechando la ocasión, el dux veneciano Vitale Faliero reconquistó grandes zonas de la costa adriática. El reino croata quedó nuevamente dividido: en el norte los nobles ofrecieron el trono a los reyes húngaros y en el sur la dieta de nobles coronó a uno de ellos, Petar Svačić (r. 1093-1097). Ladislao murió en 1095, dejando a su sobrino Coloman para continuar la campaña. Coloman reunió un gran ejército para reclamar el trono y en 1097 derrotó a las tropas del rey Petar en la batalla de la montaña Gvozd, quien murió en la batalla. Los territorios croatas fueron anexionados al Reino de Hungría, pasando a ser una provincia más del reino. Además, el Príncipe Álmos, hermano de Colomán, fue nombrado gobernador de Croacia. En 1099, Colomán tuvo que dirigir sus ejércitos hacia el este, donde los rusos y los cumanos habían comenzado la invasión de su reino. A su retorno en 1101, la nobleza croata había organizado un movimiento revolucionario, lo que obligó a Colomán a negociar con ellos. Coloman fue coronado en Biograd en 1102 con el título de «rey de Hungría, Dalmacia y Croacia» y  la corona pasó a la dinastía de Árpád en una unión personal de los dos reinos bajo una sola corona.
Los términos precisos de la relación entre los dos reinos se convirtió en un tema de disputa en el siglo XIX. La naturaleza de la relación varió a lo largo del tiempo, con Croacia conservando un alto grado de autonomía interna en general, mientras que el poder real descansaba en manos de la nobleza local. Las historiografías modernas croatas y húngaras ven en su mayoría las relaciones entre el Reino de Croacia y el Reino de Hungría desde 1102 como una forma de unión personal desigual de dos reinos internamente autónomos unidos por un rey húngaro común.

## Nombre
El primer nombre oficial del país fue «Reino de los croatas» (en latín: Regnum Croatorum; en croata: Kraljevstvo Hrvata), pero con el paso del tiempo el nombre «Reino de Croacia» (Regnum Croatiae; Kraljevina Hrvatska) prevaleció. Desde 1060, cuando Petar Krešimir IV obtuvo el control de las ciudades costeras del Tema de Dalmacia, anteriormente bajo el Imperio bizantino, el nombre oficial y diplomático del reino era «Reino de Croacia y Dalmacia» Regnum Croatiae et Dalmatiae; Kraljevina Hrvatska i Dalmacija). Esta forma del nombre duró hasta la muerte del rey Esteban II en 1091.

## Contexto
El libro De Administrando Imperio, escrito en el siglo X por el emperador bizantino Constantino VII es considerado la fuente más veraz sobre la migración de los pueblos eslavos hacia el sureste de Europa. Según este texto, los eslavos llegaron alrededor o antes del año 600 procedentes de lo que son aproximadamente Galitzia y la llanura Panónica hacia la Dalmacia. Según la tradición popular, los croatas fueron guiados a Dalmacia por un grupo de cinco hermanos llamados Klukas, Lobel, Kosenc, Muhlo y Hrvat, y sus dos hermanas, Tuga y Buga.
Establecieron varios estados, incluido el Ducado de Croacia. La cristianización de los croatas comenzó poco después de su llegada y se completó a principios del siglo IX. El dominio del ducado alternaba entre las dinastías rivales Domagojević y Trpimirović. El ducado rivalizó con la vecina República de Venecia, luchó y se alió con el Primer Imperio Búlgaro, y pasó por períodos de vasallaje al Imperio carolingio y al Imperio bizantino. En 879, el papa Juan VIII reconoció al duque Branimir como un gobernante independiente.

## Reino

### Establecimiento

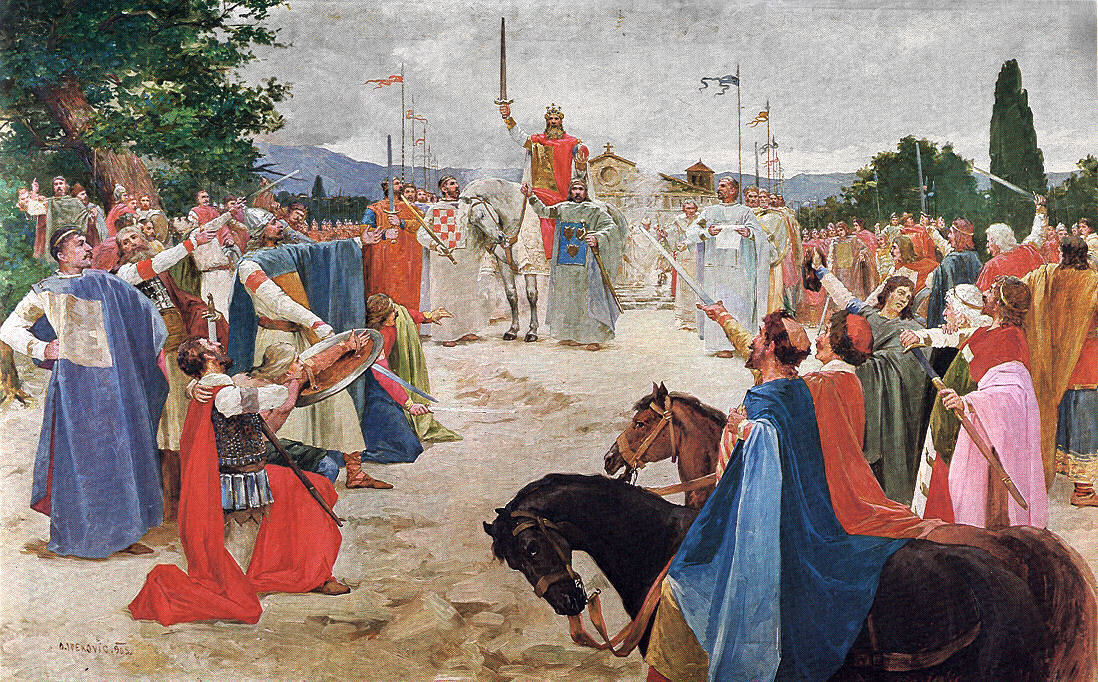
Coronación del rey Tomislav como primer rey de Croacia. Pintura de Oton Iveković.

Corona croata.

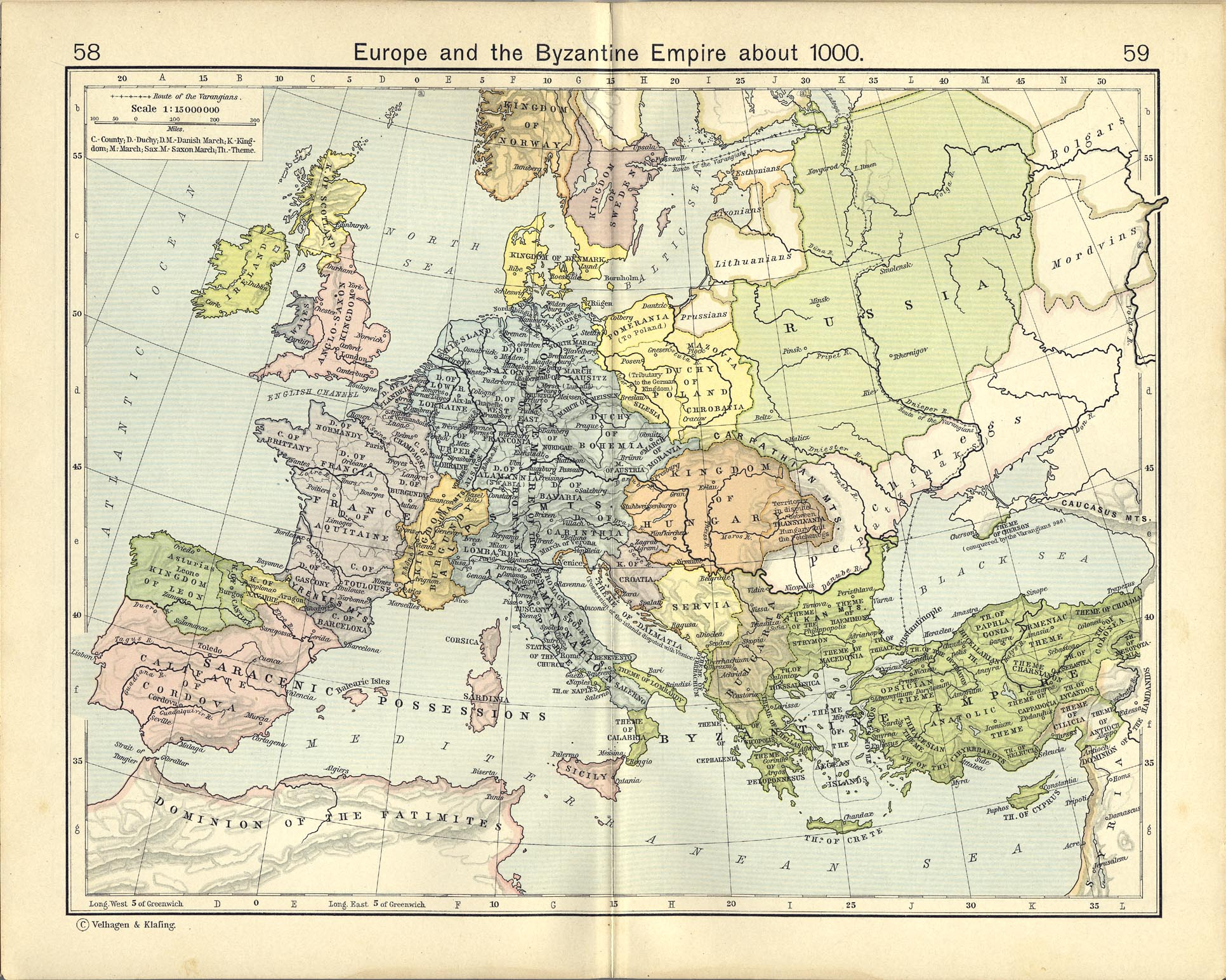
Mapa de Europa, año 1000.

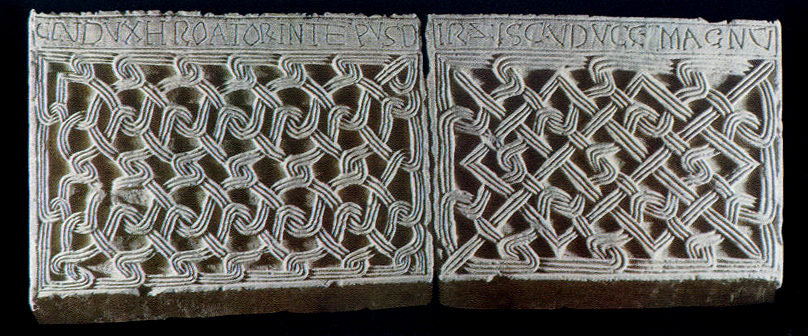
The zarzo (pleter) con la inscripción de Esteban Držislav

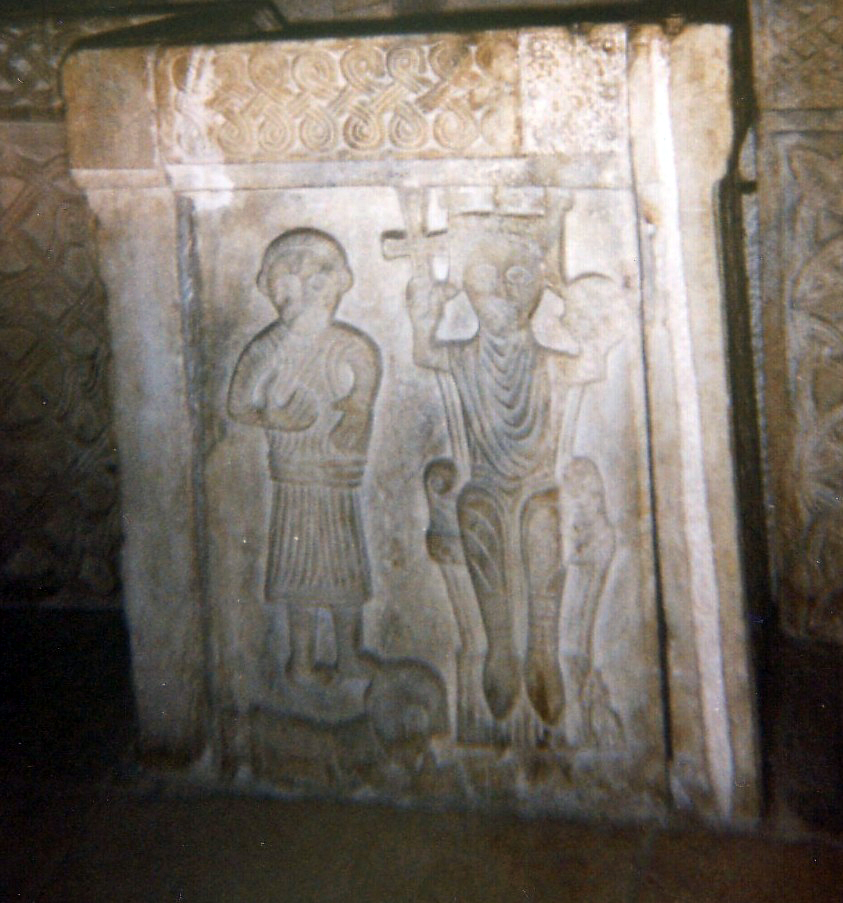
Una fuente, con un grabado de un gobernante croata, es originaria del.

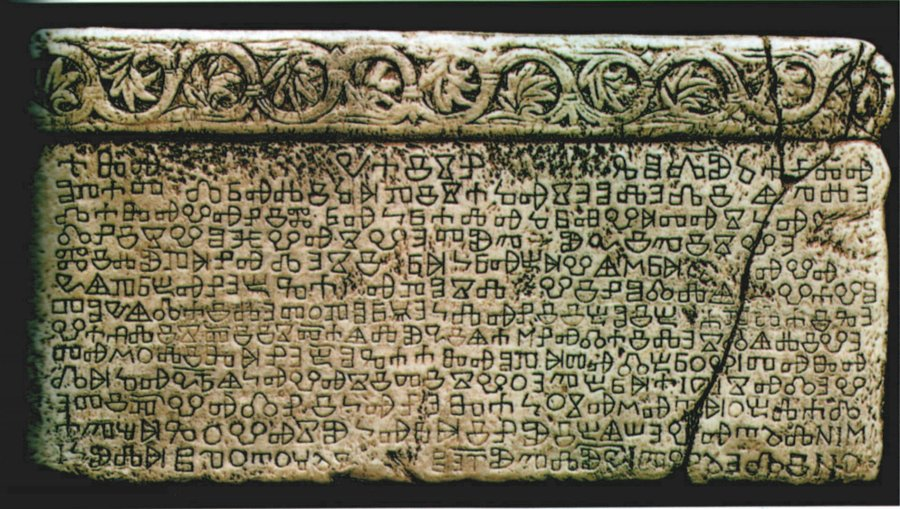
Tabla de Baška (1100)

Croacia fue elevada a la categoría de reino alrededor de 925. Tomislav, fue el primer gobernante croata a quien la cancillería papal honró con el título de «rey». Generalmente se dice que Tomislav fue coronado en 925, pero no se sabe cuándo o quién lo coronó, o, de hecho, si fue coronado en absoluto. Tomislav se menciona como rey en dos documentos conservados publicados en la Historia Salonitana. Primero en una nota que precede al texto de las conclusiones del Concilio de Split en 925, donde está escrito que Tomislav es el "rey" que gobierna «en la provincia de los croatas y en las regiones dálmatas» (in prouintia Croatorum et Dalmatiarum finibus Tamisclao rege), mientras que en el duodécimo canon de las conclusiones del Concilio, el gobernante de los croatas es llamado «rey» (rex et proceres Chroatorum).  En una carta enviada por el papa Juan X, Tomislav es nombrado «rey de los croatas» (Tamisclao, regi Crouatorum).  La Crónica del sacerdote de Duklja tituló a Tomislav como rey y especificó su gobierno en 13 años. Aunque no hay inscripciones de Tomislav para confirmar el título, las inscripciones y cartas posteriores confirman que sus sucesores del siglo X se llamaban a sí mismos «reyes». Bajo su gobierno, Croacia se convirtió en uno de los reinos más poderosos de los Balcanes.
Tomislav, un descendiente de Trpimir I, es considerado uno de los miembros más destacados de la dinastía Trpimirović. En algún momento entre 923 y 928, Tomislav logró unir a los croatas de los principados de Panonia y Dalmacia, cada uno de los cuales había sido gobernado por separado por duques y príncipes, y fue coronado como rey de los croatas, según la antigua historiografía,  en Duvno. El nombre de la ciudad fue cambiado a Tomislavgrad (actualmente en Bosnia y Herzegovina) en su honor. Aunque la extensión geográfica exacta del reino de Tomislav no se conoce completamente, Croacia probablemente cubrió la mayor parte de Dalmacia, Panonia y el norte y oeste de Bosnia y Eslavonia. En ese momento, Croacia se administraba como un grupo de once condados  (županije) y un banato  (Banovina). Cada una de estas regiones tenía una ciudad real fortificada.
Croacia pronto entró en conflicto con el Imperio Búlgaro bajo Simeón I (llamado Simeón el Grande en Bulgaria), que ya estaba en guerra con los bizantinos. Tomislav hizo un pacto con el Imperio bizantino, por el cual pudo haber sido recompensado por el emperador bizantino Romano I Lecapeno con alguna forma de control sobre las ciudades costeras del Tema bizantino de Dalmacia y con una parte del tributo recaudado de ellas. Después de que Simeón conquistase el Principado de Serbia en 924, Croacia recibió y protegió a los serbios expulsados con su líder Zaharija. En 926, Simeón intentó romper el pacto croata-bizantino y luego conquistar el débilmente defendido tema bizantino de Dalmacia, enviando al duque Alogobotur con un ejército formidable contra Tomislav, pero el ejército de Simeón fue derrotado en la batalla de las Tierras Altas de Bosnia. Después de la muerte de Simeón en 927 se restableció la paz entre Croacia y Bulgaria, con la mediación de los legados del papa Juan X.  Según el contemporáneo De Administrando Imperio, el ejército y la armada croatas en ese momento podrían haber consistido en aproximadamente 100 000 unidades de infantería, 60 000  caballeros y 80 buques de guerra grandes (sagina) y 100 más pequeños (condura), pero estos números generalmente se toman como una exageración considerable. Según el análisis  paleográfico del manuscrito original de De Administrando Imperio, la población de la Croacia medieval se estimó entre 440 000 y 880 000 personas, mientras que la fuerza militar estaba compuesta probablemente por 20 000−100 000 soldados de infantería y 3000−24 000 jinetes organizados. en 60 allagiones.

### SigloX
La sociedad croata experimentó grandes cambios en el siglo X. Los líderes locales, los župani, fueron reemplazados por los sirvientes del rey, quienes tomaron tierras de los terratenientes anteriores, creando esencialmente un sistema feudal. Los campesinos que antes eran libres se convirtieron en siervos y dejaron de ser soldados, lo que hizo que el poder militar de Croacia se desvaneciera.
Tomislav fue sucedido por Trpimir II (r. ca. 928-935 ) y Krešimir  I (r. ca. 935-945 ), quienes lograron mantener su poder y mantener buenas relaciones tanto con el Imperio bizantino como con el papa. Este período, en general, sin embargo, es oscuro. El gobierno del hijo de Krešimir, Miroslav, estuvo marcado por un debilitamiento gradual de Croacia.  Varios territorios periféricos aprovecharon las condiciones inestables para separarse, Croacia perdió las islas de Brač, Hvar y Vis, ocupadas por Pagania. Las ciudades-Estado de Dalmacia y el Banato de Bosnia pasaron a poder de Bizancio, y el este de Eslavonia y Sirmia fueron tomadas por los magiares. Miroslav gobernó durante 4 años cuando fue asesinado por su ban, Pribina, durante una lucha interna por el poder. Pribina aseguró el trono a Miguel Krešimir II (r. 949-969), quien restauró el orden en la mayor parte del estado. Mantuvo relaciones particularmente buenas con las ciudades costeras dálmatas, él y su esposa Helen donaron tierras e iglesias a Zadar y Solin. La esposa de Michael Krešimir, Helena, construyó la Iglesia de Santa María en Solin que sirvió como panteón de los gobernantes croatas. Helena murió el 8 de octubre de 976 y fue enterrada en esa iglesia, donde se encontró una inscripción real en su sarcófago que la llamaba «Madre del Reino».
Miguel Krešimir II fue sucedido por su hijo Esteban Držislav  (r. 969-997), quien estableció mejores relaciones con el Imperio bizantino y su tema de Dalmacia. Según la  Historia Salonitana, Držislav recibió la insignia real de los bizantinos, junto con el título de eparca y patricio. Además, según esa obra, desde la época del reinado de Držislav, sus sucesores se llamaron a sí mismos «reyes de Croacia y Dalmacia». Los paneles de piedra del altar de una iglesia del siglo X en Knin con la inscripción de Držislav, posiblemente cuando era el heredero al trono, muestran que había una jerarquía definida con precisión que regulaba las cuestiones de sucesión al trono.

### SigloXI
Tan pronto como Esteban Držislav  murió en 997, sus tres hijos, Svetoslav (r. 997-1000), Krešimir III (r. 1000-1030) y Gojslav (r. 1000-1020), abrieron una violenta contienda por el trono, debilitando al estado y permitiendo que los venecianos, bajo Pietro II Orseolo, y los búlgaros, bajo Samuil, invadieran las posesiones croatas a lo largo del Adriático. En 1000, Orseolo lideró la flota veneciana hacia el este del Adriático y gradualmente tomó el control de todo, primero las islas del golfo de Kvarner y Zadar, luego Trogir y Split, seguido de una exitosa batalla naval con los narentinos sobre el que tomó el control de Korčula y Lastovo, y reclamó el título de  dux Dalmatiæ. Krešimir III intentó restaurar las ciudades dálmatas y tuvo cierto éxito hasta 1018, cuando fue derrotado por Venecia aliada con los lombardos. El mismo año su reino se convirtió brevemente en vasallo del Imperio bizantino hasta 1025 y la muerte de Basilio II. El hijo de Krešimir III, Esteban I (r. 1030-1058), sólo llegó a conseguir que el duque narentino se convirtiera en su vasallo en 1050.
Durante el reinado de Petar Krešimir IV  (r. 1058-1074), el reino medieval croata alcanzó su apogeo territorial. Krešimir logró que el Imperio bizantino lo confirmara como el gobernante supremo de las ciudades dálmatas, es decir, sobre el tema de Dalmacia, excluyendo el tema de Ragusa y el ducado de Durazzo. También permitió que la curia romana se involucrara más en los asuntos religiosos de Croacia, lo que consolidó su poder pero interrumpió su gobierno sobre el clero glagolítico en partes de Istria después de 1060. Croacia bajo Krešimir IV estaba compuesta por doce condados y era un poco más grande que en la época de Tomislav. Incluía el ducado dálmata meridional más cercano de Pagania, y su influencia se extendía sobre los estados vecinos de Zahumlje, Travunia y Doclea, dominados hasta entonces por los serbios. Krešimir fundó también ciudades importantes como Šibenik hacia 1058. Los župans (jefes de condados) tenían sus propios ejércitos privados. Los nombres de los títulos de la corte en su forma vernácula aparecen por primera vez durante su reinado, como vratar ('guardián de la puerta'), postelnik ('chamberlan'), etc. Las reformas de la Iglesia católica, que impusieron la prohibición del uso de la liturgia eslava e introdujeron el latín como obligatorio, fueron confirmadas por el papa Alejandro II en 1063. Esto llevó a una rebelión en el reino por parte del campo de la contrarreforma, principalmente en la región de Kvarner. Mientras el rey Krešimir IV se puso del lado del papa, esperando una victoria del clero prolatino, el antipapa Honorio II brindó apoyo al clero de la contrarreforma. La rebelión fue dirigida por un sacerdote llamado Vulfo en la isla de Krk. Aunque los rebeldes fueron rápidamente reprimidos, la liturgia eslava se mantuvo en la región de Kvarner, así como el uso de la escritura glagolítica.

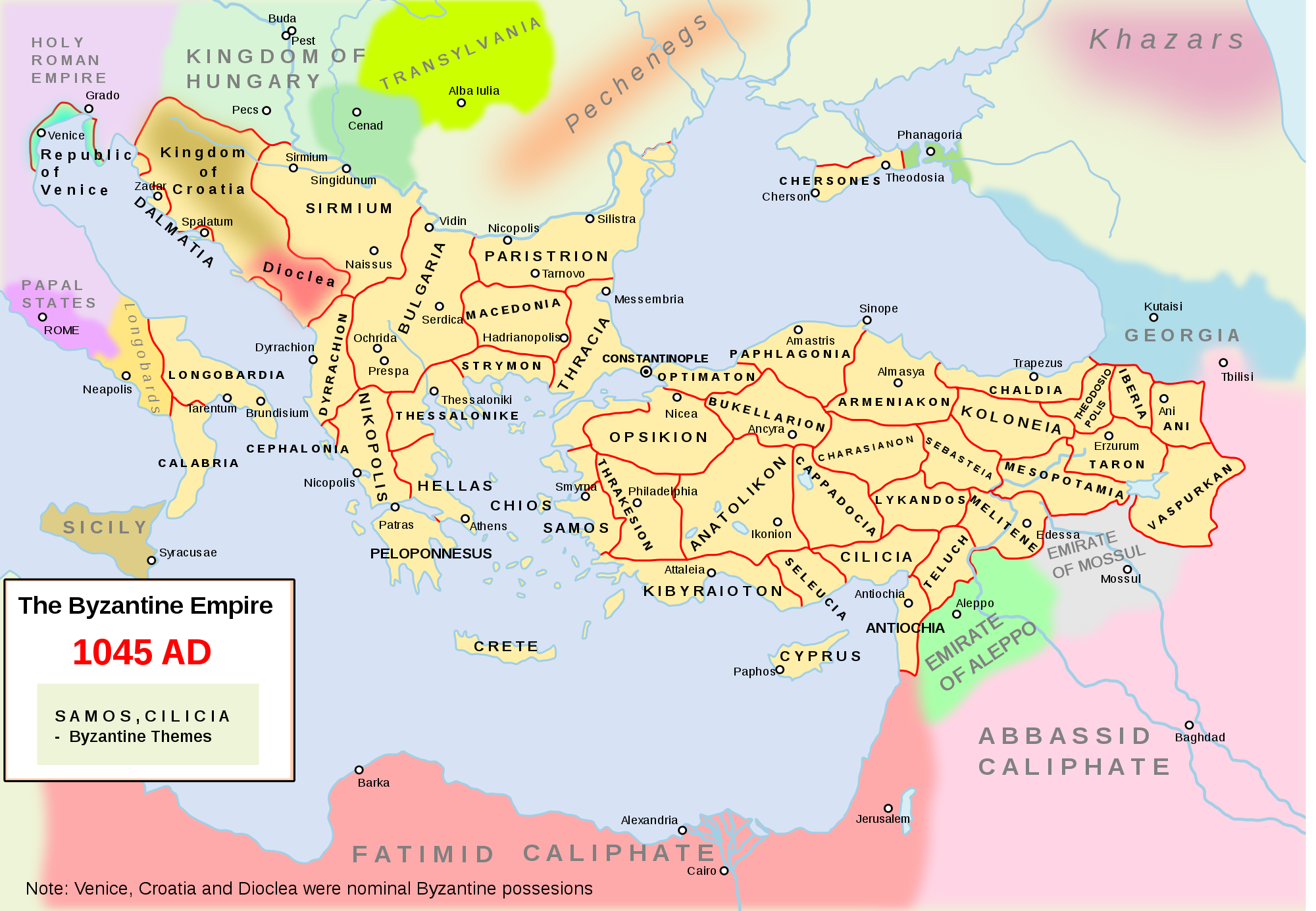
Croacia en un mapa del sureste de Europa en 1045.

Sin embargo, en 1072, Krešimir apoyó un levantamiento búlgaro y serbio contra sus señores bizantinos. Los bizantinos tomaron represalias militares en 1074 enviando al conde italo-normando Amico de Giovinazzo a sitiar Rab. No pudieron capturar la isla, pero lograron capturar al rey mismo, y los croatas se vieron obligados a establecerse y entregar Split, Trogir, Zadar, Biograd, y Nin a los normandos. En 1075, la República de Venecia, buscando ampliar su influencia en la zona, expulsó a los normandos y se aseguró el control de esas ciudades. El final de Krešimir IV en 1074 también marcó el final de facto de la dinastía Trpimirović, que había gobernado las tierras croatas durante más de dos siglos.
Krešimir fue sucedido por Demetrius Zvonimir (r. 1075-1089) de la rama Svetoslavić de la dinastía Trpimirović. Anteriormente había sido ban de Eslavonia al servicio de Petar Krešimir IV y más tarde del duque de Croacia. Obtuvo el título de rey con el apoyo del papa Gregorio VII y fue coronado como rey de Croacia en Solin el 8 de octubre de 1076. Zvonimir ayudó a los normandos bajo el mando de Robert Guiscard en su lucha contra el Imperio bizantino y Venecia entre 1081 y 1085. Zvonimir ayudó para transportar sus tropas a través del estrecho de Otranto y para ocupar la ciudad de Dyrrhachion. Sus tropas ayudaron a los normandos en muchas batallas a lo largo de las costas griegas y albanesas. Debido a esto, en 1085, los bizantinos transfirieron sus derechos en Dalmacia a Venecia.
Demetrio Zvonimir se había casado en 1063 con Helena de Hungría, una princesa hija del rey Béla I de la dinastía húngara de Árpád, y hermana del futuro rey húngaro Ladislao I. Zvonimir y Helena tuvieron un hijo, Radovan, que murió al final de la adolescencia o al comienzo de la veintena. El rey Demetrius Zvonimir falleció en extrañas circunstancias, sin heredero directo para sucederle. Se desconocen las circunstancias exactas de su muerte. Según una leyenda posterior, probablemente sin fundamento, el rey Zvonimir fue asesinado durante una revuelta en 1089.
El reinado de Zvonimir se recuerda como una época pacífica y próspera, durante la cual se afirmó aún más la conexión de los croatas con la Santa Sede, tanto que el catolicismo permanecería entre los croatas hasta el día de hoy. En esa época los títulos nobiliarios en Croacia se hicieron análogos a los que se usaban en otras partes de Europa en el momento, con comes y baron usados para los župani y los nobles de la corte real, y vlastelin para los nobles. El estado croata se estaba acercando más a Europa occidental y alejando del este. La realeza de Zvonimir está tallada en piedra en la Tabla de Baska, conservada hasta el día de hoy como uno de los textos croatas escritos más antiguos, conservado en el museo arqueológico de Zagreb.

Reino de Croacia y Dalmacia durante el reinado de Demetrius Zvonimir, a principios de 1089.

En esa época no hubo una capital estatal permanente, ya que la residencia real variaba de un gobernante a otro; según ha quedado acreditado en vaios documentos, fueron cinco las ciudades que obtuvieron el título de sede real: Solin (Krešimir II), Biograd (Esteban Držislav, Krešimir IV), Nin (Krešimir IV), Šibenik (Krešimir IV) y Knin.
Tras Zvonimir subió entonces al trono Esteban II (1089-1091), último de la línea principal Trpimirović, que llegó al trono a una edad avanzada. El gobierno de Esteban fue relativamente ineficaz y duró menos de dos años. Pasó la mayor parte de este tiempo en la tranquilidad del monasterio de San Esteban bajo los Pinos (en croata: Sv. Stjepan pod Borovima) cerca de Split. Esteban II murió pacíficamente a principios de 1091, sin dejar heredero. Dado que no había ningún miembro masculino vivo de la Casa de Trpimirović, poco después estallaron la guerra civil y los disturbios en Croacia.

## Crisis sucesoria

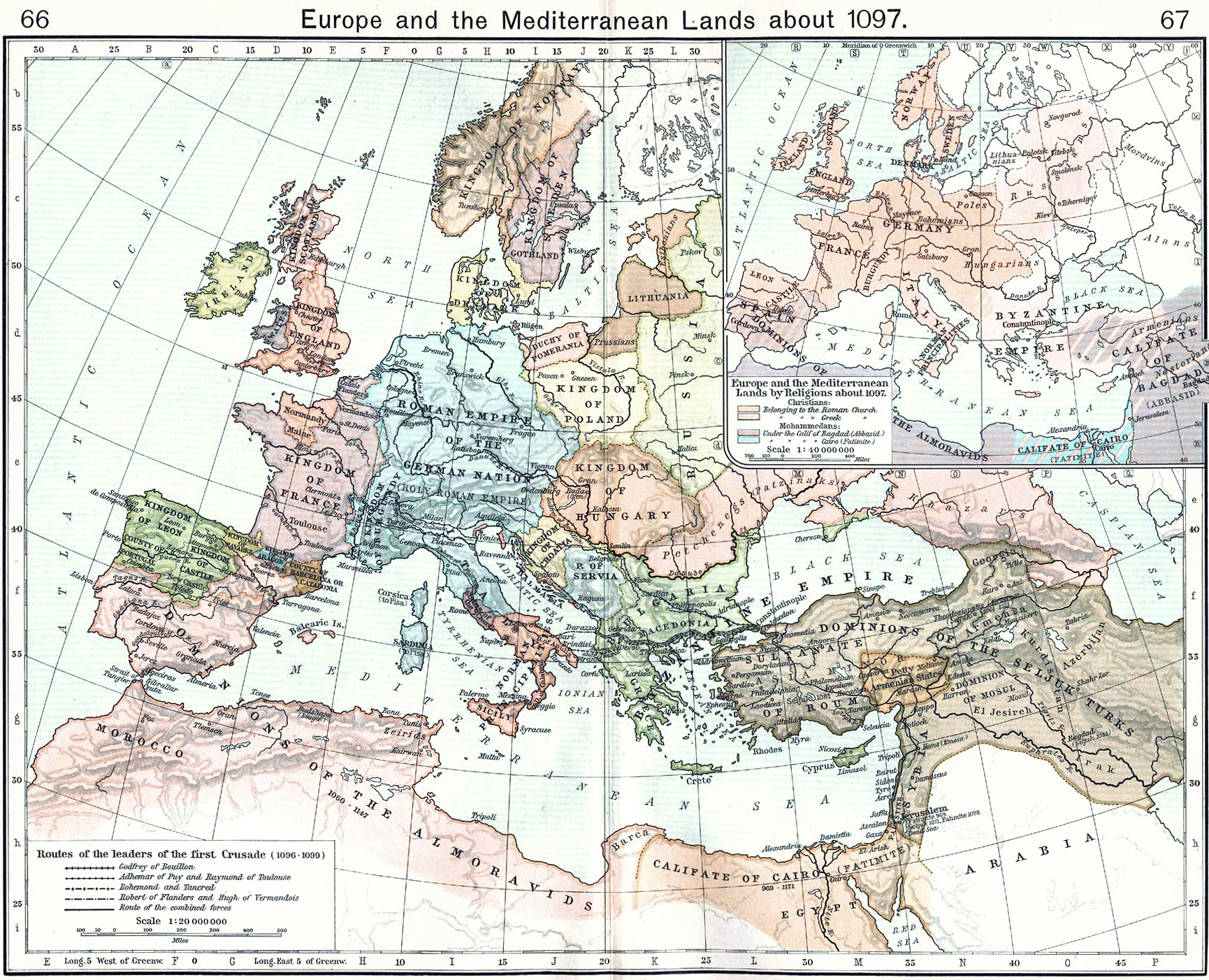
Europa en el momento de la Primera Cruzada (1097). El reino de Croacia, antes de la batalla de la montaña Gvozd, durante la crisis de sucesión croata.

Escudo de armas del reino de Hungría asociada a Croacia: los tres primeros cuarteles son los de Dalmacia, Croacia y Eslavonia.

La viuda del difunto rey Zvonimir, Helena, disfrutaba de una influencia significativa en el norte de Croacia, pero los nobles del sur del país no la aceptaban. Helena trató de mantener su poder en Croacia durante la crisis de sucesión. Algunos nobles croatas cercanos a Helena, posiblemente la familia Gusić y/o Viniha de la familia Lapčan, le pidieron al rey Ladislao I que ayudara a Helena y le ofrecieron el trono croata, ya que era visto como legítimamente suyo por los derechos de herencia. Según algunas fuentes, varias ciudades dálmatas también pidieron ayuda al rey Ladislao, y Petar Gusić con Petar de genere Cacautonem se presentaron en su corte como «croatas blancos» (Creates Albi). Así, la campaña lanzada por Ladislao no fue puramente una agresión extranjera ni apareció en el trono croata como un conquistador, sino más bien como un pretendiente al trono por derechos hereditarios. En 1091, Ladislao cruzó el río Drava y conquistó toda la provincia de Eslavonia sin encontrar oposición, pero su campaña se detuvo cerca de la montaña de Hierro  (monte Gvozd). Dado que los nobles croatas estaban divididos, Ladislao tuvo éxito en su campaña, pero no pudo establecer su control sobre toda Croacia, aunque se desconoce el alcance exacto de su conquista. En ese momento, el reino de Hungría fue atacado por los cumanos, que probablemente fueron enviados por Bizancio, por lo que Ladislao se vio obligado a retirarse de su campaña en Croacia. Ladislao nombró a su sobrino el Príncipe Álmos para administrar el área controlada de Croacia, estableció la diócesis de Zagreb como símbolo de su nueva autoridad y regresó a Hungría. En medio de la guerra, Petar Svačić fue elegido rey por los señores feudales croatas en 1093 e instaló la capital en Knin. Su gobierno estuvo marcado por una lucha por el control del país con Álmos, quien no pudo establecer su dominio y se vio obligado a retirarse a Hungría en 1095.

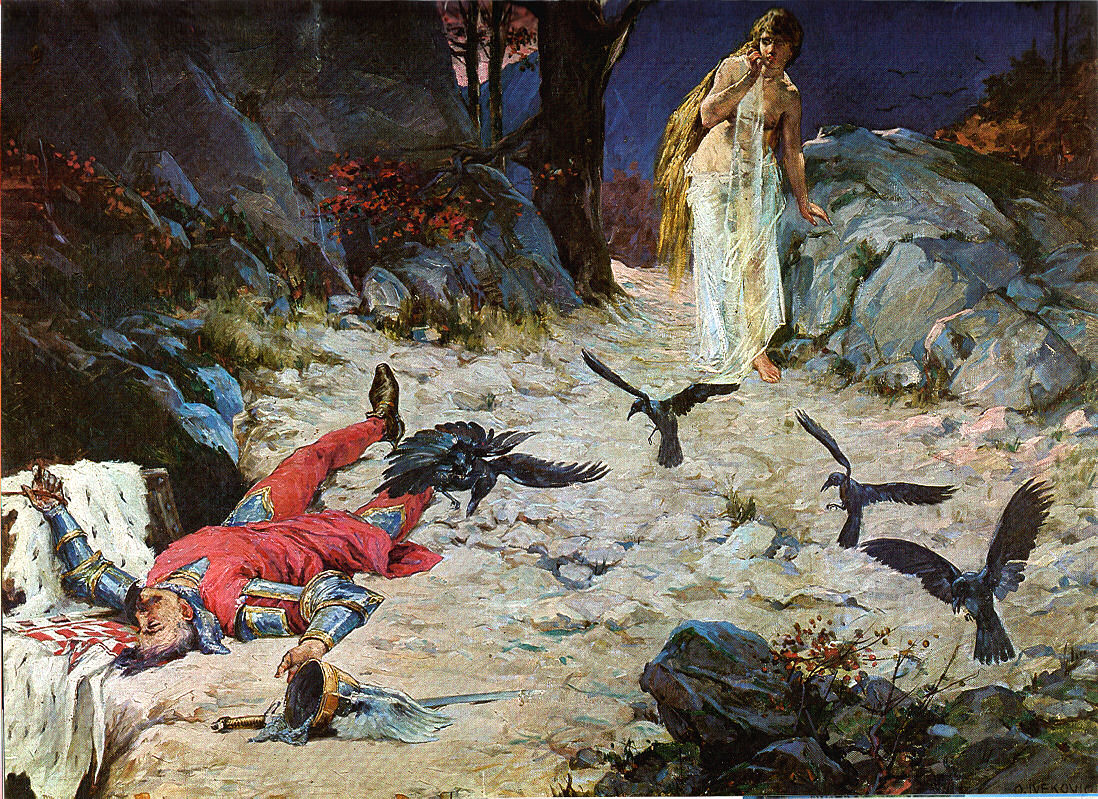
Muerte del rey Petar Svačić durante la batalla de la montaña Gvozd en 1097, obra de Oton Iveković (1869-1939). Tras este enfrentamiento, el trono de Croacia pasó a los reyes húngaros.

Ladislao murió en 1095, dejando a su sobrino Coloman para continuar la campaña. Coloman, como fue el caso de Ladislao antes que él, no fue visto como un conquistador sino más bien como un pretendiente al trono croata. Coloman reunió un gran ejército para reclamar el trono y en 1097 derrotó a las tropas del rey Petar en la batalla de la montaña Gvozd, quien murió en la batalla. Los territorios croatas fueron anexionados al Reino de Hungría, pasando a ser una provincia más del reino. Además, el Príncipe Álmos, hermano de Colomán, fue nombrado gobernador de Croacia. En 1099, Colomán tuvo que dirigir sus ejércitos hacia el este, donde los rusos y los cumanos habían comenzado la invasión de su reino.
A su retorno (1101) la nobleza croata había organizado un movimiento revolucionario, lo que obligó a Colomán a regresar a Croacia, y dado que los señores feudales croatas ya no tenían un líder y Dalmacia tenía numerosas ciudades fortificadas que serían difíciles de derrotar, comenzaron las negociaciones entre ambos. Coloman fue coronado en Biograd en 1102 con el título de «rey de Hungría, Dalmacia y Croacia». Algunos de los términos de su coronación se resumen en los Pacta Conventa en que los nobles croatas acordaron reconocer a Coloman como rey. A cambio, los 12 nobles croatas que firmaron el acuerdo conservaron sus tierras y propiedades y se les concedió la exención de impuestos o tributos. Los nobles debían enviar al menos diez jinetes armados cada uno más allá del río Drava a expensas del rey si sus fronteras eran atacadas. A pesar de que los Pacta Conventa no son un documento auténtico de 1102, es casi seguro que existió algún tipo de contrato o acuerdo entre los nobles croatas y Coloman que regulaba las relaciones de la misma manera.

## Unificación con Hungría
En 1102, tras la crisis sucesoria, la corona pasó a manos de la dinastía de Árpád, con la coronación del rey Coloman de Hungría como «rey de Croacia y Dalmacia» en Biograd. Los términos precisos de la unión entre los dos reinos se convirtieron en un tema de disputa en el siglo XIX. Los dos reinos se unieron bajo la dinastía Árpád por elección de la nobleza croata o por la fuerza húngara. Los historiadores croatas sostienen que la unión era personal en la forma de un rey compartido, una opinión también aceptada por varios historiadores húngaros, mientras que los historiadores nacionalistas serbios y húngaros prefirieron verlo como una forma de anexión. La reivindicación de una ocupación húngara se hizo en el siglo XIX durante el despertar nacional húngaro. Así, en la historiografía húngara más antigua, la coronación de Coloman en Biograd era un tema de disputa y su postura era que Croacia fue conquistada. Aunque hoy en día también se pueden encontrar afirmaciones de este tipo, dado que las tensiones entre croatas y húngaros han desaparecido, en general se acepta que Coloman fue coronado en Biograd como rey. Hoy en día, los historiadores legales húngaros sostienen que la relación de Hungría con el área de Croacia y Dalmacia en el período hasta 1526 y la muerte de Luis II fue muy similar a una unión personal, parecida a la relación de Escocia con Inglaterra.  
Según la Worldmark Encyclopedia of Nations y la Grand Larousse encyclopédique, Croacia entró en una unión personal con Hungría en 1102, que siguió siendo la base de la relación húngaro-croata hasta 1918, mientras que la Encyclopædia Britannica califica la unión como dinástica. Según la investigación de la Library of Congress, Coloman aplastó a la oposición después de la muerte de Ladislao I y ganó la corona de Dalmacia y Croacia en 1102, forjando así un vínculo entre las coronas croata y húngara que duró hasta el final de la Primera Guerra Mundial. La cultura húngara impregnaba el norte de Croacia, la frontera entre Croacia y Hungría cambiaba con frecuencia y, en ocasiones, Hungría trataba a Croacia como un estado vasallo. Croacia conservó un alto grado de independencia interna, actuando a veces como agente plenamente independiente, siendo difícil definir la naturaleza real de la relación. 
Croacia se fortaleció, se reorganizó su ejército y se estableció una nueva administración, controlada por el Sabor (una asamblea de nobles croatas) y los banes (virreyes) responsables ante el rey de Hungría y Croacia. Además, los nobles croatas conservaron sus tierras y títulos y fueron exonerados de impuestos sobre su tierra.
El supuesto acuerdo, llamado los Pacta conventa o Qualiter (primera palabra del texto) es visto hoy por la mayoría de los historiadores croatas modernos como una falsificación del siglo XIV. Según el documento, el rey Coloman y los doce jefes de los nobles croatas hicieron un acuerdo, en el que Coloman reconocía su autonomía y privilegios específicos. Aunque no es un documento auténtico de 1102, sin embargo, se piensa que debió existir un acuerdo no escrito que regularía las relaciones entre Hungría y Croacia aproximadamente de la misma manera

### Soberanía húngara
El reino de Croacia (en latín: Regnum Croatiae, en croata: Kraljevina Hrvatska or Hrvatsko kraljevstvo, Hrvatska zemlja) entró en una unión personal con el Reino de Hungría en 1102—tras un período de tres siglos de independencia croata, gobernado por duques y reyes de las dinastías Trpimirović y Svetoslavić— después de una crisis de sucesión al morir el rey Demetrius Zvonimir. Con la coronación del rey Coloman de Hungría como «Rey de Croacia y Dalmacia» en 1102 en Biograd, el reino pasó a la dinastía de Árpád, de la que dependerá hasta 1301, cuando la línea (masculina) de la dinastía se extinguió.
Durante el reinado de Colomán de Hungría (r. 1102-1116), Croacia disfrutó de una época de prosperidad y tranquilidad que no había conocido en su turbulenta historia. El reino se fortaleció, se estableció una nueva administración controlada por el Sabor (una asamblea de nobles croatas) y los banes (virreyes) y el ejército croata se reorganizó. Los reyes húngaros sucesores de Colomán (Esteban II de Hungría (r. 1116-1131), Bela II el Ciego (r. 1131-1141) y Géza II (r. 1141-1162) respetaron las instituciones croatas y defendieron su territorio de los ataques de venecianos y bizantinos, considerándolos tan importantes como ciudadanos húngaros. Sufrieron también la nvasión mongola en 1242, siendo saqueada Zagreb.
La muerte de Géza II provocó las guerras sucesorias en la familia Arpad: por un lado el hijo de Geza, Esteban III de Hungría (r. 1162-1172), y por otro sus tíos (hermanos de Géza), Ladislao II (1161-1163) y Esteban IV (1163). Al extender su influencia sobre el reino húngaro, el emperador bizantino Manuel I Comneno aprovechó los años de guerra para anexionarse parte del territorio croata entre los Alpes dináricos y el Adriático, formando los ducados bizantinos de Dalmacia-Croacia y Dalmacia-Dioclia. Sin embargo, puesto que el hijo menor de Géza II había crecido en la corte bizantina y tomado por esposa a una noble ortodoxa, las relaciones pronto mejoraron. Así, cuando el joven Béla III (r. 1172-1196), protegido del emperador bizantino, regresó a Hungría y reclamó el trono tras la muerte de su hermano Esteban III, se recuperó el ducado bizantino de Croacia. Por otra parte, los territorios del sur fueron recuperados de los bizantinos por el duque de Croacia Andrés de Croacia en 1198, durante el reinado de Emerico (1196-1204).
Posteriormente, durante los reinados de Ladislao III de Hungría (r. 1204-1205), Andrés II de Hungría (r. 1205-1235) y Béla IV de Hungría (r. 1235-1270), la feudalización que comenzó en la época de Bela III se agudizó en gran manera, provocando que el reino croata se fuera disgregando y que incluso se formaran dietas diferentes en diversos territorios, separándose los reinos de Croacia y de Eslavonia. Al mismo tiempo, se producían continuas disputas entre Hungría y y la república de Venecia por el dominio de la costa adriática y las ciudades costeras dálmatas, lo que llevó poco a poco a la separación de Dalmacia del reino croata. Varios miembros de la Casa de Árpad fueron nombrados duques de Croacia o de Eslavonia y gobernaron de forma autónoma en varias ocasiones, como Colomán (r. 1208-1241) en Croacia, y Esteban (r. 1263-1271) en Eslavonia.
Los últimos reyes de la dinastía Arpad, Esteban V de Hungría (r. 1270-1272), Ladislao IV de Hungría el Cumano (r. 1272-1290) y Andrés III de Hungría el Veneciano (r. 1290-1301), fueron reyes muy débiles y en sus reinados algunos nobles se hicieron totalmente independientes a lo largo de todos los territorios húngaros, croatas y eslavonios. Así, Pablo I de Bribir (r. 1292-1312), que representaba a la dinastía croata más poderosa en ese momento, la familia noble Šubić, se independizó de facto en Croacia y Eslavonia, asumiendo además el gobierno de gran parte de Bosnia. Su sucesor, Mladen II (r. 1312-1322), continuó en esta situación mientras duraron las luchas dinásticas en Hungría. A la muerte de Andrés III, el trono húngaro fue ocupado por un miembro de la familia de los Premyslidas, Wenceslao III de Bohemia (r. 1301-1305), nieto de Kunigunda, hija del fallecido rey húngaro Béla IV. Sin embargo, la corona húngara pasó pronto a manos de Otón III Duque de Baviera (r. 1305-1308), quien era hijo de Isabel, hija del rey Béla IV.
Finalmente fue Carlos Roberto —de la Casa Capeta de Anjou, que también era descendiente cognático de los reyes Árpád— quien venció en las disputas dinásticas, proclamándose rey. El nuevo rey deseaba centralizar el poder y obligó a Mladen II a devolver el poder de Croacia a la corona húngara. Ante estas pretensiones, Mladen y su hermano Pavao II se rebelaron y fueron derrotados por las tropas angevinas que reunificaron Croacia, poniéndola bajo el mando del ban Ivan Babonic y encarcelando a los duques rebeldes.
La incursión otomana en Europa en el siglo XVI redujo significativamente los territorios croatas y dejó al país débil y dividido. Después de la muerte de Luis II en 1526 durante la Batalla de Mohács y de un breve período de disputa dinástica, ambas coronas pasaron a la austriaca Casa de Habsburgo, y los reinos pasaron a formar parte de la Monarquía de los Habsburgo.

## Amenaza otomana
Desde el siglo XIV, el incontenible Imperio otomano había avanzado hacia el norte en sus posesiones en los Balcanes, conquistando Serbia y Bosnia, adentrándose antes del siglo XVI en los territorios húngaros (guerras otomano-húngaras). En 1526, el ejército otomano de Solimán el Magnífico aplastó al ejército de Luis II de Hungría en la Batalla de Mohács y devastó el Reino de Hungría, donde además se desató una guerra civil por los pretendientes al trono, Fernando I de Habsburgo y Juan Zápolya. 
Buscando protección ante la amenaza otomana, los nobles croatas otorgaron la corona del reino de Croacia al Archiduque Fernando I de Austria, de la dinastía Habsburgo. Por órdenes reales, en 1553 y 1578, amplias zonas fronterizas de Croacia y Eslavonia se convirtieron en la Frontera Militar (Vojna Krajina), bajo autoridad directa del alto mando militar de Viena. El Reino de Croacia bajo la soberanía Habsburgo se mantendría hasta el inicio de la Primera Guerra Mundial (1914).